# Átomo del parentesco

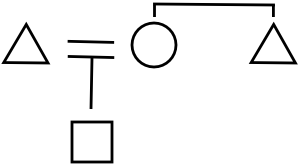
Representación gráfica del átomo del parentesco, de acuerdo con la noción de Lévi-Strauss.

Átomo de parentesco es una noción introducida por Claude Lévi-Strauss en la antropología de parentesco. Se trata de una reacción contra la visión funcionalista-estructural del parentesco, desarrollada por varios autores entre los que destaca Radcliffe-Brown. De acuerdo con este autor, el parentesco se construye a partir de la filiación, pues la definición de las normas de sucesión es una de las funciones de los sistemas de parentesco. 
Lévi-Strauss sostenía que ninguna estructura de parentesco se puede crear a partir de la filiación, porque la prohibición universal del incesto  obliga en todas las sociedades a que los hombres busquen esposa fuera de sus linajes, de modo que para que exista una descendencia, primero es necesario que exista un matrimonio. A la estructura de relaciones derivada de esa institución Lévi-Strauss la llamó átomo de parentesco.
El concepto de átomo de parentesco es central en la teoría de la alianza, uno de los grandes enfoques en la antropología del parentesco. A pesar de ello, no ha dejado de recibir crítica. 